# Квеври
Квеври (груз. ქვევრი), чури (на западе Грузии) или лагвани (в Мингрелии) — грузинское керамическое изделие, напоминающее древнегреческий пифос, но без ручек. Имеет форму конуса и используется при изготовлении вина. Вино из белых сортов винограда, полученное в квеври при контакте с мезгой, отличается интенсивностью цвета, аромата, танинов и называется не белым, а янтарным (за пределами Грузии — также оранжевым). При изготовлении красных вин кувшины тоже используются, но реже (так как их влияние на свойства вина не столь очевидно).
Квеври бывают разных размеров — от обычного кувшинного (5 литров) до громадных, на несколько тысяч литров. Самый распространенный тип квеври вмещает 1-2 тонны сусла. Использованием квеври особо больших размеров отличается Кахетия, где можно увидеть такую посуду вместимостью 6–8 тысяч литров. В Армении виноделами используется сходное гончарное изделие, именуемое карас. Аналогичные сосуды были известны также в Древней Греции (пифос), средневековой Испании (тинаха), Средней Азии (хум). Для перевозки квеври с вином часто используется специальная тележка.
В конце 2011 года в Грузии метод виноделия с использованием квеври признан объектом культурного наследия национальной значимости и отнесён к нематериальному фонду культурного наследия страны. В 2013 году ЮНЕСКО внесло данный метод виноделия в Список шедевров устного и нематериального культурного наследия человечества.

## История
Традиции использования квеври в виноделии много тысяч лет. Обнаруженная в Грузии древнейшая глиняная посуда типа квеври относится к 6-5 тыс. до н. э.: это небольшие глиняные сосуды, имеющие высоту не более 1,5 метра, плоское дно и широкий «живот». Существующая на сегодняшний день яйцевидная форма квеври сформировалась в 3-2 тысячелетии до н. э.  Останки квеври и следы их применения часто находят рядом со средневековыми грузинскими монастырями.
Закавказье не знало традиции выдержки вина в деревянных (дубовых) бочках, характерной для Западной Европы. Проезжая по Грузии в 1829 году, Пушкин отметил, что зарытые в землю кувшины с вином «открывают с торжественными обрядами», причём «недавно русский драгун, тайно отрыв таковой кувшин, упал в него и утонул в кахетинском вине, как несчастный Кларенс в бочке малаги».
До начала XX века квеври считались единственными ёмкостями для изготовления и хранения вина, используемыми в Грузии. В советское время квеври использовались главным образом для производства домашнего вина. Крупные винодельческие предприятия стали проявлять интерес к технологии с начала XXI века.

## Технология
Производством квеври занимаются немногие семейства — преимущественно в Имеретии и Кахетии (в частности, в деревне Вардисубани). Изготовление квеври — процесс не быстрый, так как глина накладывается слоями или лентами. На западе Грузии место для размещения кувшинов (марани) зачастую находится прямо под открытым небом.
После сбора урожая (ртвели) в кувшин закладывают виноградный сок с мезгой, часто — вместе с гребнями (веточками) виноградных гроздей. Во время активного брожения, под действием углекислого газа «шапка» мезги поднимается к горловине кувшина, а когда брожение завершается и газ выходит наружу, то она оседает на дно. Во избежание пересыхания «шапки» каждые три часа (даже ночью) нужно перемешивать содержимое кувшина специальной палкой, что представляет собой весьма трудоёмкий процесс.
После завершения брожения кувшин с белым вином запечатывают (как правило, глиной) и иногда закапывают в землю мацерироваться до весны (обычно на полгода). Таким образом, в винных погребах (марани), где хранятся наполненные квеври, белое (точнее — янтарное) вино вызревает и настаивается на мезге (то есть на кожице, косточках и гребнях) несколько месяцев. Весной кувшины вскрывают, вино снимают с осадка и начинают пить. Мезгу собирают со дна кувшина и перегоняют в крепкий алкогольный напиток, именуемый чача.

«Коническая форма квеври обеспечивает распределение мезги во время ферментации тонким слоем в верхней, самой широкой части кувшина и способствует большей экстракции ароматических соединений, чем в цилиндрической емкости. А после завершения брожения на дно, в конус, опускается часть, дающая самые грубые танины, косточки, которые оказываются отделенными от вина слоем отработавших дрожжей и кожицей, дающей более благородные танины».
Описанный метод получил название кахетинского — по одноимённой области восточной Грузии, где он использовался испокон веков. На западе Грузии в кувшин помещают не более 20 % всей мезги (иногда вообще обходятся без неё), а гребни выбрасывают — так называемый имеретинский метод. Соответственно, имеретинское кувшинное вино не имеет ярко выраженных танинных («дубовых») оттенков, светлее и кислотнее. Вино, выдержанное в квеври не шесть, а девять месяцев, нередко становится мягче и легче.
- Кахетинец у квеври (фото из книги 1881 года)
- Отверстия для квеври в Икалтойском монастыре
- Закопанные кувшины с вином в кахетинской винодельне Зегаани
- Тележка для перевозки квеври
- «Два грузина у марани» — картина Пиросмани

## Критика
Брожение вина в глиняных сосудах неслучайно вышло из употребления в средиземноморских странах и не одобрялось советскими специалистами. Квеври — пористый сосуд, в котором крайне трудно (а скептики считают, что вообще невозможно) добиться постоянного соблюдения гигиены. В порах глины появляется микрофлора, и, чтобы ограничить её распространение, квеври чистят и обрабатывают воском. Некоторые виноделы не одобряют использования воска, так как его привкус может перейти в вино. Закопанные в землю квеври во время брожения нагреваются, причём температуры погреба часто не хватает для охлаждения ёмкостей, а перегрев бродящего сусла чреват как минимум появлением в вине самых грубых и нежелательных ароматов. Многие виноделы принимают лёгкий землистый или плесневелый тон вин из квеври как должное. Если выдержка в квеври дала вино с посторонними запахами, его рекомендуется перегнать в дистиллят.